# Gloria Grey
Gloria Grey (23 de octubre de 1909 - 22 de noviembre de 1947) fue una actriz y directora cinematográfica estadounidense, que trabajó principalmente en películas de carácter dramático y romántico en la época del cine mudo. 

## Biografía
Su verdadero nombre era Marie Draga, nació en Portland (Oregón). La carrera de Gloria Grey transcurrió principalmente a lo largo de los años veinte. Su primer título de crédito data de la película de 1923 Bag and Baggage. En 1924 consiguió elogios por su papel en The Girl of Limberlost, el cual le proporcionó el honor de ser escogida una de las WAMPAS Baby Stars en 1924. Sin embargo, el film hizo poco para mejorar su carrera. También actuó en un serial de acción titulado Blake of Scotland Yard.
Gloria Grey no actuó en demasiadas películas a lo largo de su carrera, fueron 33 filmes durante los 1920s. Y, en los años cuarenta trabajó en cinco películas argentinas en idioma castellano, con actuaciones notables en Allá en el setenta y tantos y en Fragata Sarmiento. Su repentina enfermedad y muerte acortó su carrera. Estaba casada con el escritor de revistas Ramón Romero. Gray murió en 1947 en Hollywood, California tras cinco meses de enfermedad, con 38 años. Fue inhumada en el Cementerio Parque Westwood Village Memorial de Los Ángeles. La sobrevivieron su esposo, madre, e hija.

## Filmografía parcial
- El tercer huésped (1946)
- Allá en el setenta y tantos (1945)
- Flecha de oro (1940)
- Fragata Sarmiento (1940)
- Nosotros, los muchachos (1940)